# Labeobarbus micronema
Labeobarbus micronema är en fiskart som först beskrevs av Boulenger, 1904.  Labeobarbus micronema ingår i släktet Labeobarbus och familjen karpfiskar. IUCN kategoriserar arten globalt som livskraftig. Inga underarter finns listade i Catalogue of Life.